# Ust-Kivdà
Ust-Kivdà (en rus: Усть-Кивда) és un poble de l'óblast de l'Amur, a Rússia, que el 2018 tenia 156 habitants, pertany al districte de Bureiski.